# Morăreni (okręg Harghita)
Morăreni (węg. Nyikómalomfalva) – wieś w Rumunii, w okręgu Harghita, w gminie Lupeni. W 2011 roku liczyła 743 mieszkańców.